# Scuola popolare di musica donna Olimpia

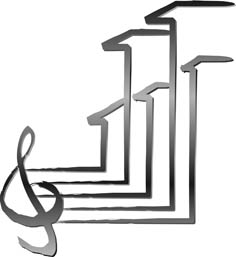
il Logo che sintetizza l'unione tra la musica e le case popolari del quartiere donna olimpia

La Scuola popolare di musica Donna Olimpia è operante a Roma, dal 1976 all'interno del Comitato di quartiere Donna Olimpia e autonomamente dal 1980.

## La storia della scuola

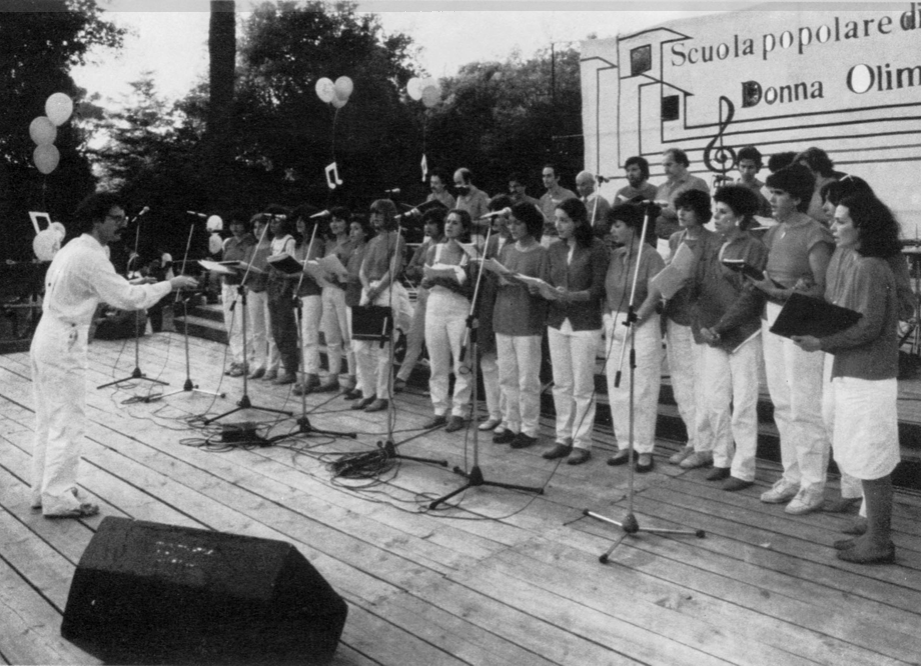
Il Coro alla festa di fine a Anno Villa Pamphili Roma 1983

La Scuola popolare di musica Donna Olimpia nasce a Roma nel gennaio 1976 dall'incontro di alcuni giovani musicisti e studenti di musica con gli operatori del Centro di Quartiere Donna Olimpia, all'interno del complesso delle case popolari chiamato I grattacieli e descritto da Pier Paolo Pasolini in Ragazzi di vita. 
Dopo un periodo di gestione interna al Centro di Quartiere come Circolo Arci, la Scuola viene legalmente costituita il 23 gennaio 1980.
È stata frequentata da circa 35.000 allievi e sono state centinaia le collaborazioni professionali con artisti ed insegnanti provenienti da tutto il mondo; nei teatri e nelle chiese, nelle biblioteche e nelle scuole di ogni ordine e grado, nelle strade, nei centri sociali, nelle carceri, ovunque ha portato musica, cultura e informazione. Insieme alle altre scuole di musica della città, con associazioni, cooperative ed istituzioni anche di altri paesi, la Scuola ha organizzato stage, seminari e concerti. 
La Scuola è socio fondatore del Coordinamento delle Scuole Popolari di Musica di Roma, della rete nazionale Musica in Culla ed è promotrice dell'O.S.I. - Orff-Schulwerk Italiano; è riconosciuta dal Comune di Roma dal 1994 ed ha il patrocinio del Municipio Roma XVI; è Ente accreditato alla formazione per il Ministero della Pubblica Istruzione e per il Comune di Roma – Dipartimento XI; svolge da quasi venti anni attività di aggiornamento anche con il contributo del Ministero dei Beni Culturali ed ha realizzato corsi di formazione professionale con il contributo della Regione Lazio e del Fondo Sociale Europeo; è gemellata con l'Istituto Magnificat di Gerusalemme.

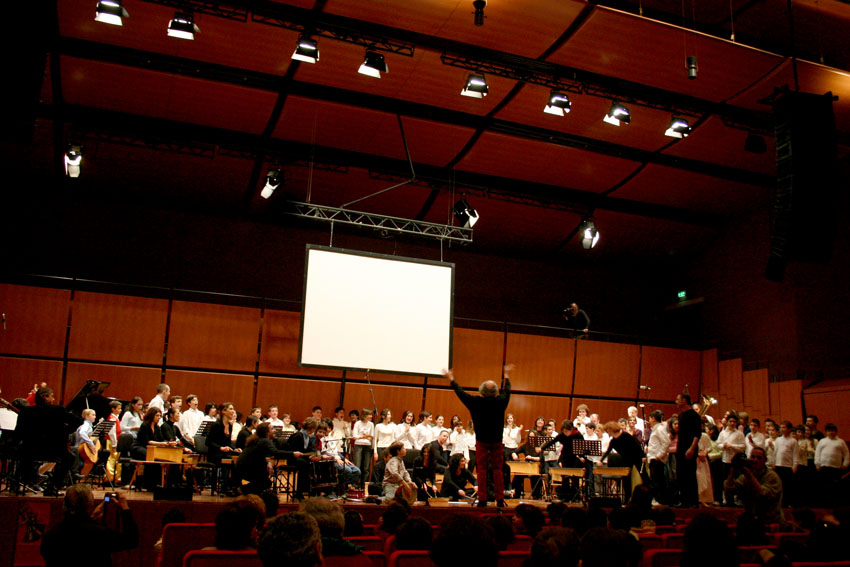
MetamOrffOsi - spettacolo didattico all'Auditorium di Roma Marzo 2004

Dal 2003 ha promosso e attivato i progetti Note di Pace con la collaborazione del Comune di Roma - Ufficio Relazioni Internazionali e numerose altre istituzioni musicali italiane, israeliane e palestinesi. con lo scopo di incentivare momenti di incontro e scambio tra ragazzi e musicisti israeliani, italiani e palestinesi e contribuire alla strutturazione dell'educazione musicale in Palestina condizione necessaria affinché il dialogo possa svilupparsi attraverso quel linguaggio che più di ogni altro è universale: la musica.    

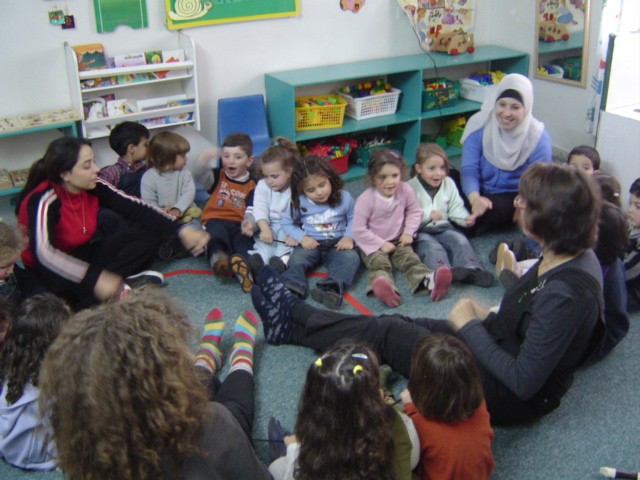
Lezione di musica a Beit Hanina Gerusalemme Est nell'ambito dei progetti Note di Pace gennaio 2005

Ha ospitato i due seminari mondiali ECME (Early Childhood Music Education)  e MISTEC (Music in Schools and Teachers education) dell'ISME  - International Society for Music Education nel luglio 2008, anno in cui ha vinto il GIBSON International Awards for music education per i suoi progetti in Mediooriente.

## Filosofia del progetto
La filosofia dell'intervento è sintetizzata in queste righe: " una società in cui l'insegnamento della musica, la formazione, l'aggiornamento e la ricerca siano al centro della vita sociale. Un sistema di istruzione integrato che garantisca l'apprendimento pratico della musica per tutti, a partire dalla primissima infanzia. Un Paese nel quale la musica sia un canale di comunicazione universale, che riduca le distanze fra le persone, le differenti fasce di età e abilità, le etnie, le religioni. Noi vogliamo essere una Scuola di Musica utile per tutto questo. "

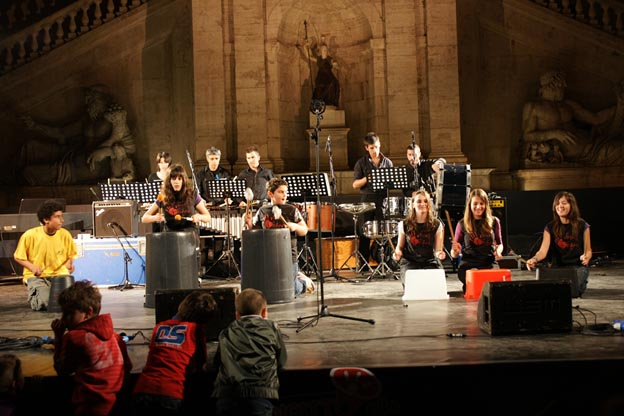
Manifestazione Diritto alla Musica, piazza del Campidoglio Roma 30 maggio 2009

La Scuola ha dato vita insieme ad altre scuole di musica di Roma nel 1979 alla FADIM (Federazione associazioni democratiche di informazione musicale) si è impegnata in campagne per la pace e contro la pena di morte, in corsi nel carcere romane di Rebibbia, ha promosso la nascita e fa parte del Forum nazionale per l'educazione Musicale, del Coordinamento per il Diritto alla Musica, ha organizzato petizioni popolari e iniziative per l'adeguamento della legislazione in campo educativo-musicale e ha fatto presentare disegni di legge in ambito locale ed emendamenti legislativi in ambito nazionale.
Nel 2000 ha dato vita al Coordinamento delle Scuole Popolari di Musica. È stata citata per questo suo impegno in un disegno di legge al Senato nel 2006 ed ha partecipato dal 2007 al 2009, nella figura del vicepresidente al Comitato Nazionale per l'apprendimento pratico della Musica istituito dal Ministero dell'Istruzione.

## Il progetto e l'attività didattica
La Scuola ha uno staff organizzativo ed un progetto didattico basati su piani triennali.
La Scuola è strutturata in tre dipartimenti: prima infanzia (0/3 anni), junior (4/13 anni), adulti (dai 14 anni in poi). I dipartimenti sono organizzati in dieci percorsi didattici colorati suddivisi a seconda delle età e delle competenze. Circa 50 gli insegnanti in organico all'interno della sede.
Le attività didattiche esterne alla sede sono strutturate in interventi continuativi negli asili nido (dal 1999) e nelle scuole d'infanzia e primarie della provincia di Roma (dal 1996), e in corsi nazionali di aggiornamento e formazione per insegnanti strutturati su diverse metodologie didattiche: Orff-Schulwerk (dal 1992 e diretto da Giovanni Piazza), Didattica Pianistica (dal 1996 e diretto da Walter Fischetti), Musica in Culla (dal 2002 e diretto da Paola Anselmi).
Tra gli insegnanti che hanno collaborato ai progetti didattici della Scuola vanno segnalati Beth Marie Bolton, Francois Delalande, Emilia Fadini, Michal Hefer, Piero Rattalino, Rodolfo Rossi, Ambrogio Sparagna, Oscar Valdambrini.
Fa parte del progetto didattico della Scuola la costituzione di organici stabili quali il Coro polifonico dal 1981, la Big Band diretta da Marco Tiso prima e Giovanni di Cosimo poi, l'Orchestra da Camera diretta da Marco Boido e progetti didattici quali l'esecuzione da organici di soli allievi del Flauto Magico di Mozart nel 1988 e nel 1991 e de L'Orfeo di Claudio Monteverdi nel 1992.

## Festival e concerti

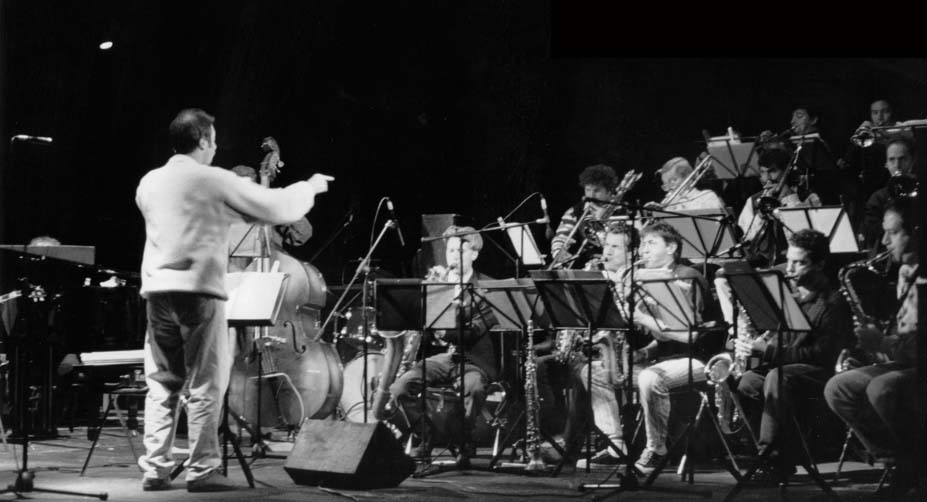
la Big Band diretta da Marco Tiso - Prove d'Orchestra 1998

La Scuola ha promosso fin dalla sua nascita numerosi concerti e festival. Tra i più importanti festival vanno segnalati “Ballando, Ballando...”, “Festa de' Noantri”, “Festa di San Giovanni”, “I Concerti di San Lorenzo”, “Intermundia”, “Le Traianee”, “Musiques Sans Frontiers”, “Ostia Musica Festival”, “Passaggi Segreti”, “Prove d'Orchestra”, “Ricercare in Cinque Tempi”, “Sogni di una Notte di Mezza Estate”, “Strabilia – Viaggio nel Mondo dello Spettacolo per Bambini e Ragazzi”.
Tra i numerosi artisti che si sono esibiti Frank Gambale, piccola Orchestra Avion Travel, Nando Citarella, Moni Ovadia. Con alcuni organici la Scuola ha stretto un legame più stretto: tra questi Têtes de Bois, il gruppo italo palestinese Handala e il trio chitarristico di Roma.

## Pubblicazioni
- AA. VV. (DVD) Musica al Nido  (36') - 2005, in collaborazione con la Regione Lazio, Assessorato alla Cultura Spettacolo Sport e Turismo
- Rima Tarazi Canti palestinesi per bambini - MKT Brescia OSI Orff-Schulwerk Italiano 2009, pag.72 versione italiano/arabo e versione inglese-arabo in collaborazione con Edward Said National Conservatory of Music of Palestine e con il Comune di Roma. A cura di B. Edzidi e F. Galtieri
- Paola Anselmi Il Pongo Musicale Idee musicali per i piccolissimi - MKT Brescia OSI Orff-Schulwerk Italiano 2010, pag.72 in collaborazione con la Regione Lazio - Presidenza del Consiglio Regionale